# Carracedo (Láncara)
Carracedo (llamada oficialmente San Vicente de Carracedo) es una parroquia y una aldea española del municipio de Láncara, en la provincia de Lugo, Galicia.

## Organización territorial
La parroquia está formada por ocho entidades de población, constando cinco de ellas en el nomenclátor del Instituto Nacional de Estadística español:

### Entidades de población
Entidades de población que forman parte de la parroquia:
- Abelaínza
- A Ponte
- Carracedo
- Fuxón
- O Candedo
- San Vicente
- Trascastro

### Despoblado
Despoblado que forma parte de la parroquia:
- Corveira

## Demografía

### Parroquia
| Gráfica de evolución demográfica de Carracedo (parroquia) entre 2000 y 2020 |
|                                                                             |
| Datos según el nomenclátor publicado por el INE.                            |

### Aldea
| Gráfica de evolución demográfica de Carracedo (aldea) entre 2000 y 2020 |
|                                                                         |
| Datos según el nomenclátor publicado por el INE.                        |